# Kvæfjord
Kvæfjord (en sami septentrional: Giehtavuotna) és un municipi situat al comtat de Troms, Noruega. Té 3.029 habitants (2016) i la seva superfície és de 512.75 km².